# Elaphoglossum costaricense
Elaphoglossum costaricense är en träjonväxtart som beskrevs av Hermann Christ. Elaphoglossum costaricense ingår i släktet Elaphoglossum och familjen Dryopteridaceae. Inga underarter finns listade.